# 氷川町 (戸田市)
氷川町（ひかわちょう）は、埼玉県戸田市の町名。現行行政地名は氷川町一丁目から三丁目。住居表示実施地区。郵便番号は335-0027（蕨郵便局管区）。

## 地理
戸田市の南部に位置する。地区内に鉄道は通っていないが、JR埼京線戸田駅が最寄り駅となっている。首都高速埼玉大宮線や国道17号新大宮バイパスに近く、南部には倉庫が多い。

### 河川
- 菖蒲川
- 笹目川

## 歴史

### 沿革
- 1966年（昭和41年）10月1日 - 戸田町が市制施行により、戸田市となる。
- 1968年（昭和43年）11月1日 - 戸田市大字新曽の一部から氷川町一丁目〜三丁目が成立[5]。

## 世帯数と人口
2017年（平成29年）10月1日現在の世帯数と人口は以下の通りである。
| 丁目         | 世帯数    | 人口    |
| ------------ | --------- | ------- |
| 氷川町一丁目 | 729世帯   | 1,683人 |
| 氷川町二丁目 | 359世帯   | 763人   |
| 氷川町三丁目 | 274世帯   | 671人   |
| 計           | 1,362世帯 | 3,117人 |

## 小・中学校の学区
市立小・中学校に通う場合、学区（校区）は以下の通りとなる。
| 丁目         | 番地 | 小学校             | 中学校             |
| ------------ | ---- | ------------------ | ------------------ |
| 氷川町一丁目 | 全域 | 戸田市立新曽小学校 | 戸田市立新曽中学校 |
| 氷川町二丁目 | 全域 | 戸田市立新曽小学校 | 戸田市立新曽中学校 |
| 氷川町三丁目 | 全域 | 戸田市立新曽小学校 | 戸田市立新曽中学校 |

## 交通
- 東京都道・埼玉県道68号練馬川口線（オリンピック通り）
- 中央通り
- 氷川町通り

## 施設
一丁目
- けやき公園
- 一丁目公園
- 東京電力パワーグリッド前谷変電所

二丁目
- 城北信用金庫戸田支店
- 金剛院
- 新曽氷川神社

三丁目
- TBS戸田送信所
- 妙慧寺
- 笹目川親水公園